# 大连理工大学附属学校
大连理工大学附属学校，简称大工附校，是辽宁省大连市沙河口区的一所小学、初中九年一贯制学校。包含本部校区和圣克拉校区。

## 校园环境
- 本部建成于2002年7月，翻修于2015年，坐落于大连高新园区内，毗邻大连理工大学、大连海事大学、东北财经大学等高校。占地23000平方米，有现代化天文台、实验室、语音室、阅览室和多媒体教室，并有操场。[2]
- 圣克拉校区建成于2012年，与大连理工大学附属高级中学新校区位于同一个校园内，占地面积26416.5平方米，建筑面积31991平方米，绿地面积7000多平方米。

## 学生
现有教学班53个，共有学生3200余人。

## 教师
本校在职教师128人。其中，全国优秀教师、全国教育系统劳动模范、全国巾帼标兵、省优秀教师共4人；中小学高级教师90人，区市骨干教师28人。
圣克拉校区在岗教师共171人，研究生53人，占比达31%，本科117人，是名副其实的高素质、高学历团队，其中获省、市级荣誉30人，省骨干教师4人，市、区骨干教师33人。

## 历史沿革
学校的前身是创立于1957年大连工学院子弟小学。
- 1957年大连工学院子弟小学创办，校址设在大连工学院校园内。
- 1960年初中部成立，学校更名为大连工学院附属学校。
- 1963年学校与大连海运学院附属学校合并，由旅大市教委命名为旅大市第三十二中学，校址未变。
- 1968年学校高中部成立，成为一所完全中学，校名未变。
- 1981年7月学校更名为大连市第三十二中学。
- 1993年学校高中部晋升为大连市重点高中，更名为大连市第三十二中学。同年与小学部分离。
- 2000年高中部独立，定名为大连理工大学附属高中（亦即大连市第三十二中学）；初中部与小学部再次合并为大连理工大学附属学校，迁入杨树街新址。
- 2013年9月大连理工大学附属高中（教育集团）小学部、中学部成立，次年上述两所学校划归大连理工大学附属学校。从此，该校开始一校两区办学。
- 2016年3月，该校旧校舍维修完毕。